# 화순초등학교
화순초등학교는 대한민국 전라남도 화순군 화순읍 교리에 있는 공립 초등학교이다.

## 학교 연혁
◦1917.04.24. 화순공립보통학교 설립인가 [조선총독부 고시 제103호. 조선총독부관보 제1417호.1917.4.27일자]
◦1917.05.25. 화순공립보통학교 개교 [화순향교 명륜당. 수업연한 4년]
◦1918.03.19. 화순면 교리 84번지에 신축교사 준공
◦1918.04.10. 신축교사 낙성식
◦1920.03.24. 제1회 졸업생 배출(4년제)
◦1921.04.01. 수업연한 6년제로 승격
◦1922.11.28. 화순공립보통학교 부설 화명학교 설치
◦1925.03.31. 화순공립보통학교 부설 화명학교 폐지
◦1938.04.01. 화순대화정공립심상소학교로 개칭[3차 조선교육령. 칙령 제103호. 1938.03.03.공포.1938.04.01.시행]
◦1941.04.01. 화순대화정공립국민학교로 개칭[소학교령 개정하여 칙령 제148호 국민학교령 시행(1941.02.28.공포, 1941.03.31. 관보게재. 1941.04.01.시행)]
◦1945.08.16. 해방으로 임시 휴교
◦1945.09.24. 미군정 포고령으로 공립국민학교 수업 재개 [1945.09.17. 일반 명령 제4호]
◦1945.11.01. 화순오성공립국민학교 설립으로 학구 분리
◦1946.04.01. 화순공립국민학교로 개칭
◦1949.12.31. 화순국민학교로 개칭[법률제86호 교육법. 1949.12.31 공포 및 시행]
◦1950.07.20. 6.25동란으로 임시휴교
◦1951.02.26. 문교부 ‘전시하 교육특별조치 요망’ 발표로 수업 재개
◦1978.02.20. 다목적 강당 신축
◦1984.03.12. 화순국민학교병설유치원 개원
◦1989.03.01. 화순동국민학교를 화순국민학교 수만분교장(수만리 81번지)으로 변경 관할
◦1996.03.01. 화순초등학교로 개칭 [1995.8.11. 광복50주년 기념으로 초등학교 명칭 사용 선언.1995.12.29 교육기본법중개정법률 제5069호 의거 국민학교를 초등학교로 명칭 변경 공포.1996.03.01시행.관보 제13201호.1995.12.29.]
◦1996.06.14. 화순초등학교 학교운영위원회 발족
◦1996.06.14. 관악합주단 창단
◦1997.03.01. 수만분교장 통합 폐교
◦1998.03.01. 화순만연초등학교 설립으로 학구 분리
◦1998.06.20. 야구부 창단
◦2002.03.01. 화순제일초등학교 설립으로 학구 분리
◦2010.05.12. 다목적 강당(한마음관) 개축
◦2011.03.01. 이서초등학교를 화순초등학교 이서분교장(이서면 규봉로 979)으로 변경 관할(편입)
◦2014.09.01. 꿈모루관 개관(실내 야구연습장 및 급식실)
◦2016.04.11. 2동 교사 신축(3층 규모, 시청각실 1실, 10개 교실)
◦2016.09.27. 다목적 구장 개장
◦2017.05.25. 화순초등학교 개교 100주년 기념행사
◦2022.09.01. 제36대 윤영섭 교장 부임
◦2023.12.30. 늘봄센터(모듈러 교실)신축 (2층 규모 8개 교실)
◦2023.12.30. 다목적 강당(한마음관) 내부 전면 개보수
◦2024.01.08. 제104회 졸업(졸업생 158명, 총 24,259명)

## 학교 상징
- 교화 - 국화 : 꺾이지 않는 정신과 고고한 기품을 자랑하며 맑고 깨끗하게 자라자
- 교목 - 향나무 : 꿋꿋하고 푸른 기상과 곧고 바른 마음으로 변함없이 노력
- 교색 - 녹색 : 편안하고 관대하며 생동감 있는 건강함과 희망을 갖춤

## 참고 자료
- 화순초등학교 - 한국교육학술정보원 학교알리미